# 辻正行
辻 正行（つじ まさゆき、1932年8月5日 - 2003年11月1日）は、日本の合唱指揮者である。石川県江沼郡山中町出身。

## 人物
石川県立大聖寺高等学校を経て武蔵野音楽大学声楽科卒業。同大学専攻科修了。NHK東京放送合唱団に所属したが65年にフリーの合唱指揮者として独立する。作曲家高田三郎との親交が深く、高田の代表作である「水のいのち」「心の四季」等のステージ初演を務めた。ほかにも多くの邦人作曲家の初演や紹介にも精力的に取り組んだ。
指揮・指導を務める傘下の合唱団をTCF(ツジ・コーラス・ファミリー)として組織化する。各合唱団を率いて全日本合唱コンクール全国大会で度々金賞に導いた。84年には合唱団の最優秀指揮者に送られる「コーラス・オブ・ザ・ワールド賞」を受賞する。
オーケストラとの共演や海外での演奏も多く、2002年8月には第6回世界合唱シンポジウムに日本代表として招待された大久保混声合唱団をアメリカ・ミネアポリスで指揮した。
日本合唱指揮者協会第6代理事長（1994年～2004年）、全日本合唱連盟副理事長・同相談役、東京都合唱連盟理事長・同顧問を歴任した。1998年社会貢献文化功労賞受賞。2003年11月1日死去。11月28日勲五等双光旭日章受章。
現在全日本合唱コンクール静岡県大会では辻の業績をたたえて、邦人作品の合唱曲について優れた演奏を行った団体に「辻正行賞」が贈られている。

## 家族
長男辻秀幸は合唱指揮者として、東京を中心に多くの合唱団の指揮、指導にあたるほか、全日本合唱コンクール、NHK全国学校音楽コンクール等の審査員、各種講習会の講師等を務める。
次男辻志朗はピアニストで、2003年11月の全日本合唱コンクール全国大会ではTCFの中核・大久保混声合唱団を正行に代わって指揮した。
三男辻裕久は声楽家。
三人とも音楽家として活躍するとともに合唱との関わりも深い。
また三人のそれぞれの妻（秀幸の妻佐竹由美、志朗の妻辻悦子、裕久の妻なかにしあかね）も、いずれも音楽家である。